# Sarah Angelina Acland
Sarah Angelina Acland, chiamata anche Angie Acland (Oxford, 26 giugno 1849 – Oxford, 2 dicembre 1930), è stata una fotografa britannica.
Fu una pioniera nell'applicazione del processo colore Sanger Shepherd e successivamente una delle pochissime donne a dedicarsi all'autocromia e al Processo Paget, ma, dopo la sua morte, fu lungamente dimenticata nelle cronache della fotografia del XX secolo.

## Biografia
Figlia secondogenita di Sir Henry Wentworth Acland (1815–1900), docente di medicina all'Università di Oxford, e di Sarah Cotton (1815–1878), nota all'epoca per la sua filantropia, ebbe altri sei tra fratelli e sorelle. Da bambina, Acland fu fotografata da Lewis Carroll assieme alla sua amica Ina Liddell, sorella di Alice Liddell, ispiratrice di Alice nel paese delle meraviglie.
Dopo aver trascorso l'infanzia lontano da casa, a nord di Londra in un collegio femminile, tornò a Oxford prendendo lezioni di storia dell'arte dal critico John Ruskin. Fu incoraggiata dalla madre a collezionare fotografie ed è per questo motivo che alcuni album sono sopravvissuti e contengono documenti eccezionali come le fotografie di Julia Margaret Cameron a Ruskin (con le discussioni del critico d'arte sui meriti della fotografia) e appunto quelle di Lewis Carroll. Del resto, l'interesse per la fotografia in casa Acland era abbastanza sentito da vari componenti tra i quali quattro fratelli, tre cugini, ma soprattutto dallo zio materno Arthur Benjamin Cotton (1832-1918).

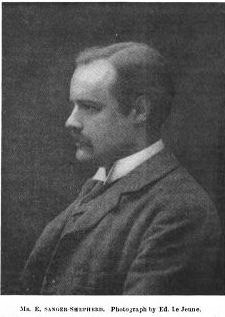
Edward Sanger-Shepherd, 1893, dal "The British Journal of Photography", vol. 54, p. 12 (1907), foto di Eduard Le Jeune (1853–1893)

Nonostante la sua dedizione nei confronti della fotografia e dell'interesse che questa suscitava, anche dopo il suo incontro con Julia Margaret Cameron nel 1868, e dopo aver fotografato il primo ministro William Ewart Gladstone in visita ad Oxford, che le valse un vasto riconoscimento, la sua libertà di potersi dedicare a tempo pieno alla fotografia fu limitata dalla responsabilità della gestione della casa del padre dopo la morte della madre, avvenuta nel 1878, e, soprattutto da una malattia infantile che la rese zoppa, che resero necessari lunghi periodi di cura all'estero, costringendola a vivere la sua invalidità per tutta la vita, anche se ciò non le impedì di esprimere la sua notevole creatività.
È possibile affermare che Acland iniziò la sua attività di fotografa nel 1891, anche se non fu mai una professionista per necessità, grazie all'agiatezza delle sue origini familiari, quando per il suo 42º compleanno le venne regalata una macchina fotografica Kodak, che dopo soltanto un anno cambiò con una nuova macchina più performante come la Watson Acme a mezza lastra. In questa prima fase, seguendo le mostre della Royal Photographic Society, le donne fotografe della classe medio alta inglese si orientarono, anche se non esclusivamente, verso la fotografia di interni, cioè apparentemente verso una sorta di "ideale domestico". In questa fase, Acland fotografò soprattutto la sua casa tanto da farne quasi un archetipo della rigida divisione formale tra maschile e femminile, prevalente nell'età vittoriana. Nel 1899 tenne all'"Oxford Camera Club", al quale aveva aderito sin dal 1894, una lezione sul ritratto domestico, genere riconosciuto ed influente, tant'è vero che si adattò, nella teoria e nella pratica, con la ritrattistica pittorialista di autori come Peter Henry Emerson, Frederick H. Evans e Alfred Stieglitz, i quali hanno esposto modelli con riferimenti ai "ritratti domestici" ("at home portraits").

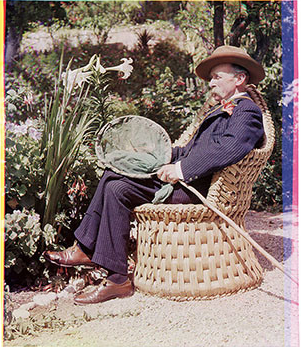
Il colonnello William Willoughby Verner, 1903, processo Sanger Shepherd

Negli anni successivi, Acland si dedicò alla fotografia a colori usando il processo Sanger Shepherd, tenendo ben cinque lezioni all'Oxford Camera Club e alla Royal Photographic Society nel 1904, 1905 e 1906. Edward Sanger Shepherd (1868–1927), praticamente sconosciuto nei libri di storia fotografica a colori. basava il suo procedimento sulla stampa al carbone a tre colori su celluloide o carta, mentre la sua azienda fu attiva fino alla sua morte. Acland fu senz'altro la fotografa che più di ogni altro rappresentò, anche se non fu la sola, questo processo fotografico e che incontrò personalmente Sanger Shepherd nel 1897, quando questi era assistente del fisico Frederic Eugene Ives. Acland raggiunse una delle sue vette di popolarità negli anni 1903 e 1904 con le foto a colori di Gibilterra che presentò al folto pubblico presente al Royal Photographic Society di Londra. Si calcola che fino al 1907 furono almeno 20 i fotografi che usarono il metodo Sanger Shepherd per un totale di oltre 300 fotografie.

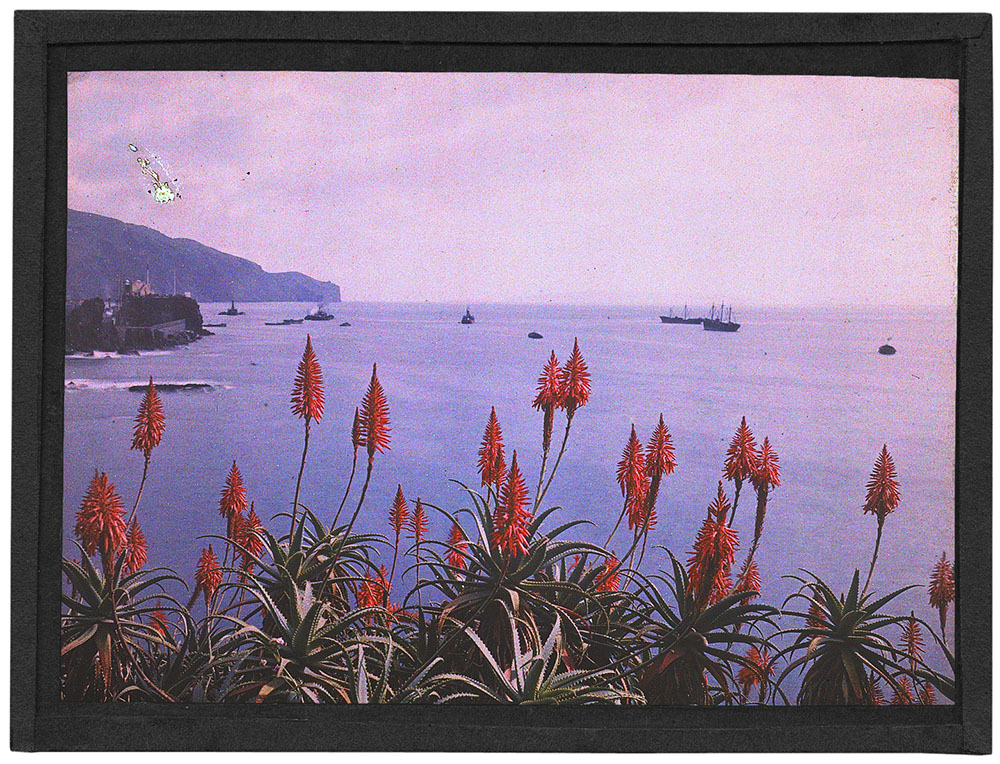
Baia di Funchal, 1910, autocromia

Nel 1907 i fratelli Lumière introdussero nel mercato l'autocromia, sperimentata fin dal 1903, ma che ebbe costi molto alti, cioè, in pratica, fu riservata solo ai ceti sociali più elevati, ai fotografi che potevano permetterselo. Tra questi, nonostante le difficoltà dovute alla salute, c'era anche Acland che decise di sperimentare la nuova frontiera della fotografia a colori Lumière. Ogni anno dal 1908 al 1915, nei mesi invernali, per lenire i suoi dolori, andava a trascorrere quel periodo a Madera e fotografò le piante, i giardini e i paesaggi spettacolari vicini a Funchal. Nonostante l'autocromia sia stata consoderata dagli storici l'evento più significativo nel colore, Acland sperimentò con un certo successo, anche altri procedimenti fotografici come le lastre "Omnicolore" (che restarono in produzione fino al 1911), le lastre della Dufay "Dioptichrome" (messe in commercio nel 1908, che però si rivelarono spesso difettose). Dal 1913 preferì il Paget process in quanto questo procedimento permetteva di abbassare i tempi di esposizione rispetto alle autocromie e di poter disporre di un maggior numero di copie, anche se aveva una minore qualità di colori.
A partire dal 1919, Acland abbandonò la fotografia per dedicarsi a scopi filantropici e a compilare le sue memorie fotografiche attraverso la raccolta di album di luoghi e ritratti che saranno oggetto di una riscoperta, anche se tardiva. Le sue immagini sono conservate al History of Science Museum di Oxford, alla Biblioteca Bodleiana, alla National Portrait Gallery. L'Ashmolean Museum di Oxford conserva il ritratto di John Ruskin.

## Galleria d'immagini

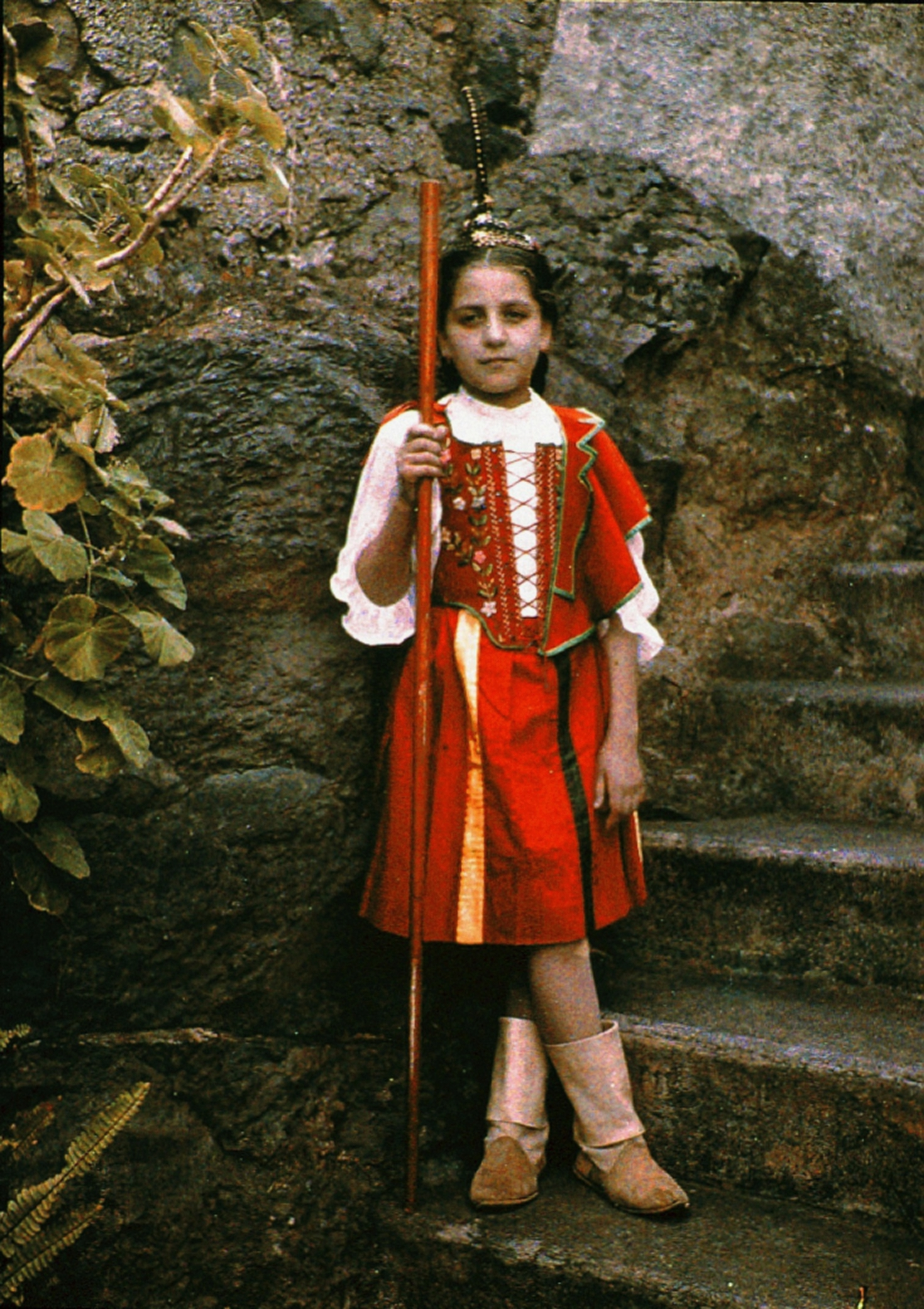
Bambina in costume tradizionale, Madera, 1910 circa, autocromia
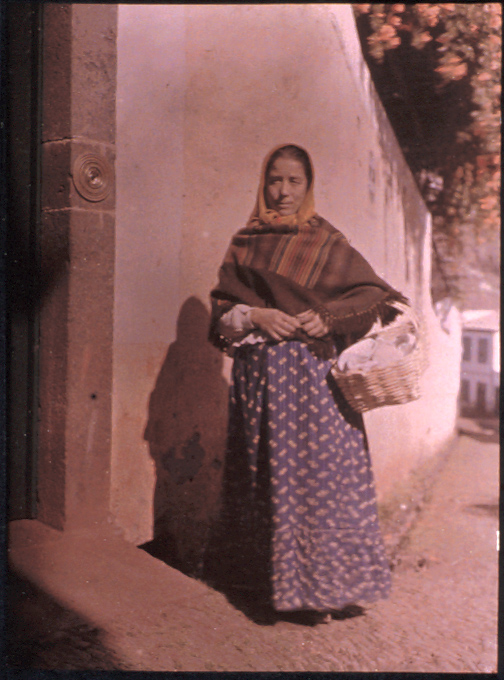
Donna di Funchal, 1910 circa, autocromia
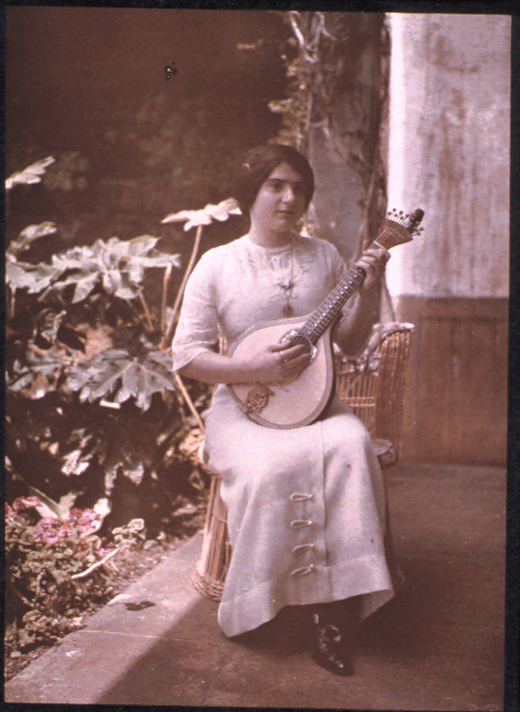
Donna suona una chitarra portoghese a Madera, 1910, autocromia
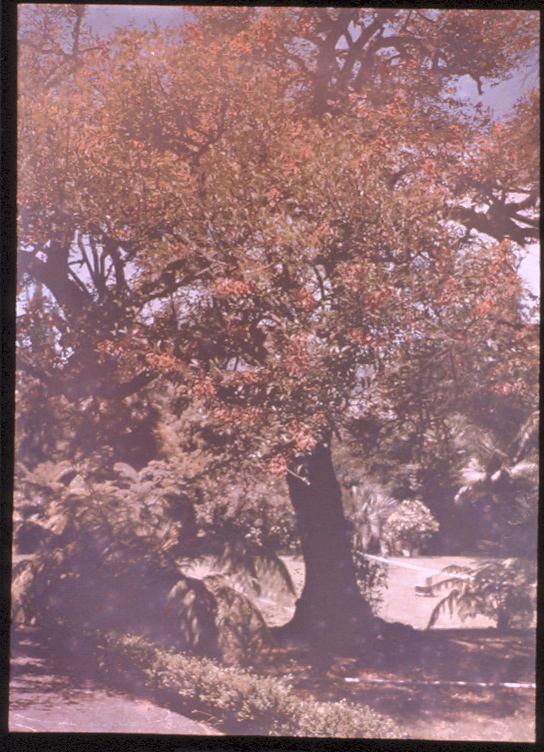
Albero a Madera, 1910 circa, omnicolore
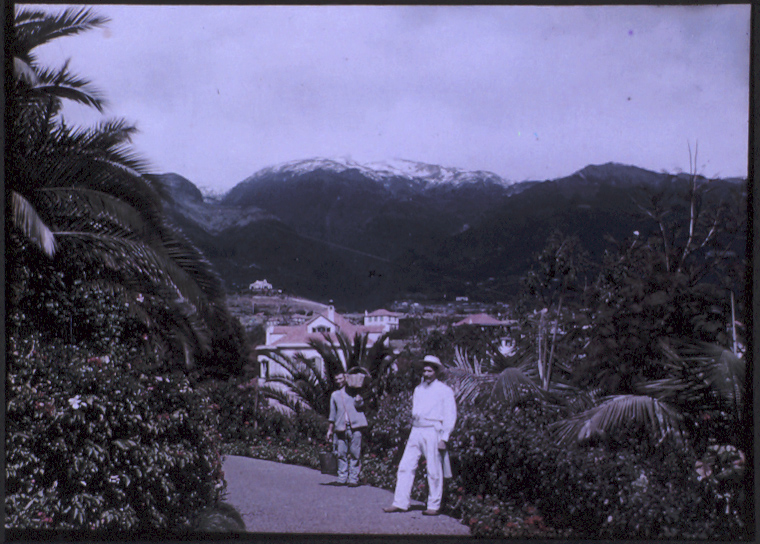
Paesaggio a Madera con persona locale, 1915, processo Paget